# Tuzkansee
Der Tuzkansee (usbekisch Tuzkon, kyrillisch Тузкан) ist ein ehemaliger abflussloser See in Usbekistan in der südöstlichen Kysylkum. Der See liegt in der Viloyat Jizzax und ist Teil des ca. 4.000 km² großen Aydar-Arnasay-Seensystems.

## Vorgeschichte
Bis in die Mitte des 20. Jahrhunderts wurde der bis maximal 237 m Höhe anwachsende See nur im Frühling zur Schneeschmelze durch den Fluss Kyly gespeist, sodass er im Sommer regelmäßig wieder verdunstete. Im Gegensatz zu allen anderen Seen des Gebietes, die nur aus Abwasserkollektoren der Mirzachoʻl-Steppe und durch menschliche Eingriffe entstanden sind, hat der Tuzkansee damit einen natürlichen Ursprung.

## Entwicklung in der Neuzeit

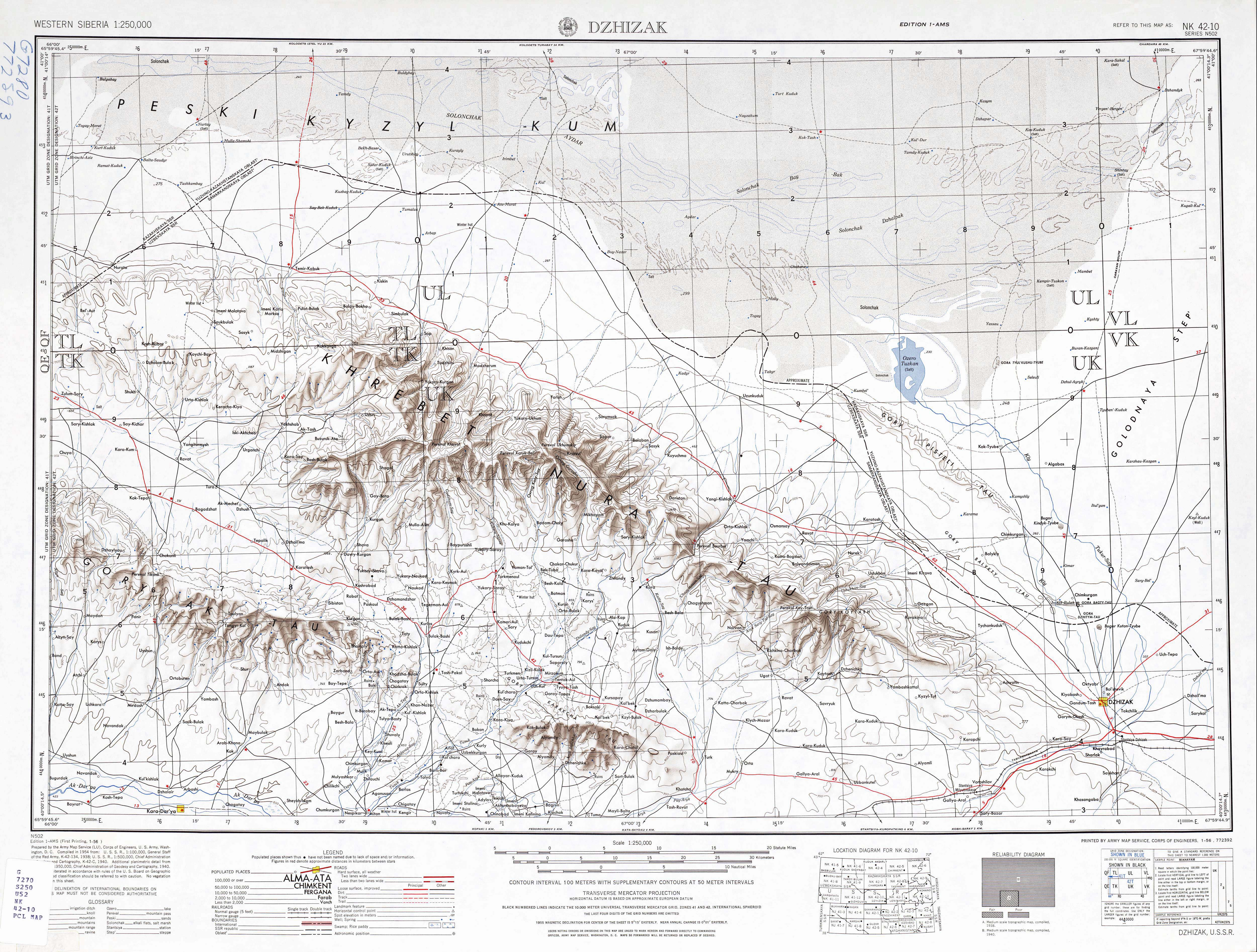
Karte des Gebiets von 1954; der Tuzkansee als abflussloser Salzwassersee

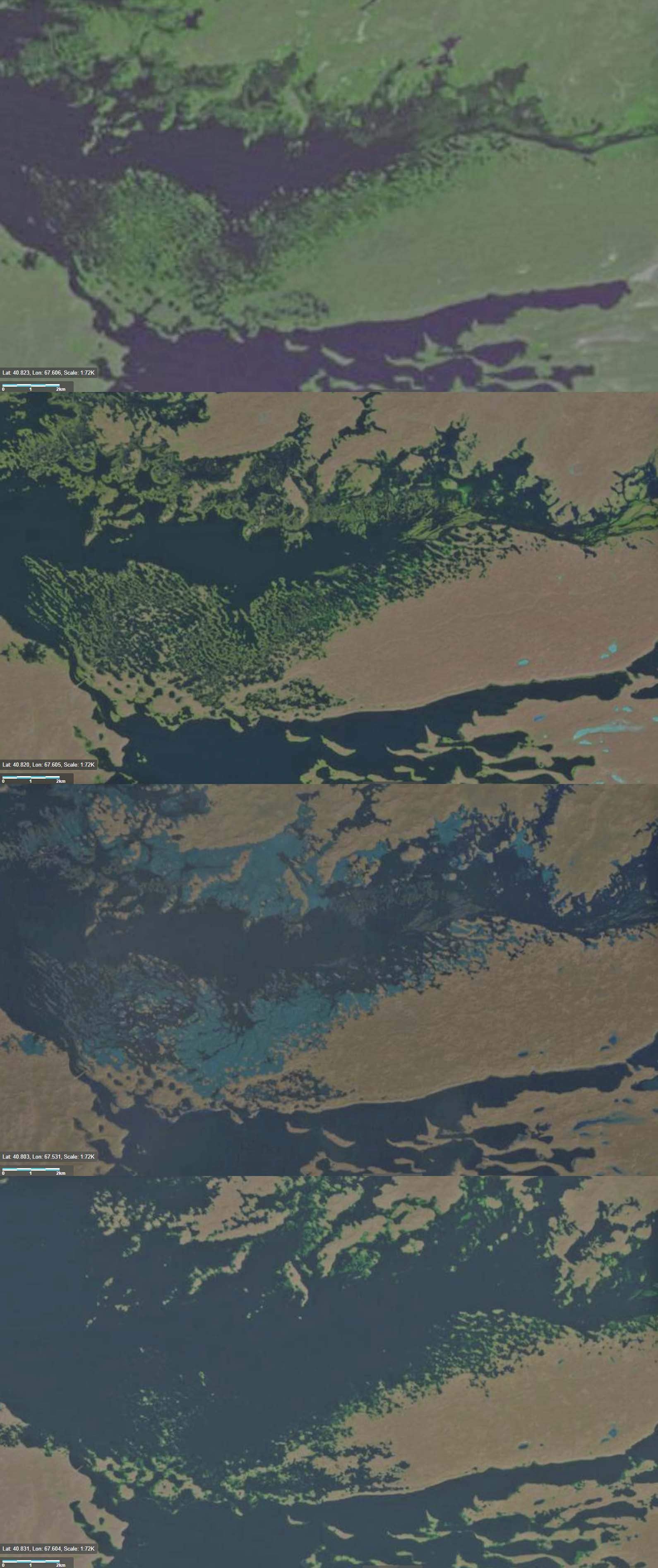
Anstieg des Seespiegels: 1. Oktober 1969 (239,4 m), 26. September 1993 (238,8 m), 1. Februar 1994 (ca. 241 m), 29. September 1994 (241,6 m)

In den frühen 1960er Jahren wurde der Syrdarja aufgestaut und kurz hinter der Grenze zu Kasachstan die Schardara-Talsperre errichtet, welche mit einem Notüberlauf ins Tiefland von Arnasay versehen war, um Überschwemmungen kontrollieren zu können. 1969 musste dieser im Laufe einer Flutkatastrophe geöffnet werden, da die Kapazität des Dammes nicht geeignet war, die Wassermassen zu kontrollieren. So wurden vom Februar 1969 bis zum Februar 1970 beinahe 60 Prozent des durchschnittlichen Jahresabflusses des Syrdarja (22 km³) vom Schardara-Reservoir ins Arnasay-Tiefland abgeleitet und erreichte so auch das Gebiet des Tuzkansees, der dadurch in erheblichem Maße anwuchs. Da diese unkontrollierten Wasserzuflüsse das ökologische System des Sees durch verheerende Überflutungen und anschließendes Austrocknen negativ veränderten, wurde 1980 an der Verbindungsstelle zwischen Tuzkan- und Aydarsee ein Wehr zur Regulierung des Zuflusses in den Tuzkansee errichtet.
Die Schneeschmelze des Winters 1992/1993 ließ den See innerhalb eines Monats um ca. zwei Meter steigen, die nächste Schneeschmelze im Frühjahr 1994 um weitere drei Meter auf nun 242 m; in diesem Jahr wurde die Landbrücke zwischen dem Tuzkansee und dem Aydarsee und damit das errichtete Wehr vollständig überschwemmt, sodass der See seitdem einen nicht mehr klar abgrenzbaren Teil des Aydarsees bildet.

## Geografie und Bathymetrie
Der See ist im Osten von der Mirzachoʻl-Steppe begrenzt und schließt im Norden an die ehemalige Aydar-Salzpfanne an, den jetzigen Aydarsee. Er hat eine etwa dreieckige Form; das westliche, östliche und nördliche Ufer ist flach, Hügel und sumpfige Abschnitte wechseln sich ab. Das südliche Ufer ist durch das Anwachsen des Sees bis unmittelbar an den bis zu 557 m hohen, mit Gräsern bewachsenen Pistalitaukamm, einen Ausläufer der Nuratauberge, herangerückt und hat einen gebirgigen Charakter.
Die Fläche beträgt ca. 705 km², die Tiefe soll zwischen 20 und 40 Metern betragen. Der Wasserstand des Sees entspricht heute durch die Überflutung der trennenden Landbrücke immer genau dem des Aydarsees und ändert sich das ganze Jahr über. Die durchschnittliche Wassertemperatur beträgt 0,2° im Januar, 13,2° im April, 27,5° im Juli und 16,4° im Oktober. Der Salzgehalt des Wassers beträgt zwischen 4,0 und 4,9 g/l, etwa das Doppelte des übrigen Aydarsees; dies erklärt sich aus den im nordöstlichen Bereich stärkeren Zufluss an salzbelasteten Abwässern; dennoch hat sich eine bescheidene Fischerei entwickelt.

## Naturschutz
Neben der für die Kysylkum typischen Fauna finden sich verschiedene Wasservögel, welche vom Aralsee im Zuge der Entstehung des Aydarsees hierher migrieren. Das Seengebiet wird in der Ramsar-Liste als wichtiges Vogelgebiet geführt, es befindet sich an der Kreuzung der afro-eurasischen und zentralasiatischen Flugbahnen und ist ein Zentrum für die Wanderung und Überwinterung von Wasservögeln mit mehr als 100 Arten, bietet Lebensraum für bedrohte Arten wie die Weißkopf-Ruderente (Oxyura leucocephala), den Steppenkiebitz (Chettusia gregaria), den Krauskopfpelikan (Pelecanus crispus), die Rothalsgans (Rufibrenta ruficollis), die Zwerggans (Anser erytropus) und den Bindenseeadler (Haliaetus leucoryphus) und bietet eine wichtige Nahrungsquelle und einen Laichboden für verschiedene Fischarten. Die wichtigsten Vegetationsformen sind die von Einheimischen genutzten Schilfgürtel, Salzkräuter und Tamarisken. Ein Aktionsplan zur Aufrechterhaltung der Stabilität der ökologischen Bedingungen, 2008–2015, ist vorhanden.

## Atomenergie
Die Regierungen von Usbekistan und Russland erklärten im Dezember 2017 ihre Zusammenarbeit im Bereich der Atomenergie; am 10. Juli 2018 wurde der Abschluss eines Abkommens zum Bau von zwei Kernkraftwerkseinheiten mit einer Leistung von je 1200 MW für 11 Mrd. Dollar bekanntgegeben.
Vom August 2018 bis zum März 2019 wurde unter vier potentiellen Standorten ein Standort westlich des Tuzkansees im Farisch-Distrikt am geeignetsten für den Bau eines neuen usbekischen Atomkraftwerks ermittelt. Am 17. Mai 2019 wurde mit der Energieabteilung Atomstroiexport des russischen Staatsunternehmens Rosatom ein Vertrag für ein Entwicklungskonzept unterschrieben, für den Herbst 2020 ist die Erteilung einer Standortlizenz vorgesehen.[veraltet]
Im Juli 2019 wurden die Pläne durch Minister Sultanov konkretisiert, statt zwei sollten vier Einheiten vom russischen Typ WWER-1200 errichtet werden. Die Inbetriebnahme der ersten beiden Meiler sei für 2028 und 2030 geplant.